# Roberth Resende
Roberth Resende Reis (Ipatinga, MG; nascido em 03 de Setembro 1996) é por formação educador físico. Casado em 2024 arquiteta; Julia Vilarino, ainda sem filhos, apesar de ter o sonho de ser pai.
Em 2025 sua explosão como influenciador digital, o fez furar a bolha da área fitness e ganhar respeito de centenas de milhares de pessoas, com o seu bordão. 

## Empreendedor e Pioneiro
Roberth Resende é empresário, influenciador e fundador da Allpfit Home, aplicativo criado para promover a inclusão social da saude física e mental de todos. Iniciou sua carreira como especialista emagrecimento e hoje é referência em empreendedorismo, marketing e conselhos de alto padrão.  
Com uma audiência de mais de 5,2 milhões de seguidores somando Instagram, Youtube e Tiktok, mantém um crescimento acelerado no perfil @expert.lucrativo no instagram que teve seu "boom" em junho e desde lá cresce desenfreadamente em média 10 mil seguidores por dia. No instagram @roberthresende já reúne 2,8 milhões de seguidores.
Sua relevância em impacto já o levaram a parcerias de destaque, incluindo uma campanha oficial para a Marvel. Além disso, como empreendedor digital, Roberth já teve mais de 400 mil alunos inscritos em seus cursos e treinos, o que lhe rendeu um faturamento na casa dos milhões de Reais.
Realizou o Expert Summit em novembro de 2024, em Belo Horizonte (MG), um evento de dois dias voltado para criação, escalada e lucratividade no digital. Destacou que chegou a 220 mil vendas e R$13 milhões de faturamento antes dos 28 anos.
Essa sólida trajetória como empreendedor digital e influenciador, aliada ao impacto significativo de seus projetos e ao crescimento constante de sua audiência, é o que sustenta o reconhecimento de Roberth como um expert no mercado. Sua capacidade de gerar resultados expressivos e liderar iniciativas de grande escala reforça sua liderança no universo dos negócios digitais.
| Ano de exibição | Anúncio/Campanha                          | Empresa | Ref.  |
| --------------- | ----------------------------------------- | ------- | ----- |
| 2023            | Filme “Shang-Chi e a Lenda dos Dez Anéis” | Marvel  | [ 2 ] |

## Entrevistas/Aparições em programas de TV/Rádio e/ou em Canais da Internet
| Data de exibição | Programa                           | Emissora de TV ou Rádio / Plataforma da Internet | Ref.   |
| ---------------- | ---------------------------------- | ------------------------------------------------ | ------ |
| 08/12/2018       | Bom dia Sábado                     | InterTV Grande Minas                             | [ 5 ]  |
| 2019             | Bom dia Sábado                     | InterTV Grande Minas                             | [ 6 ]  |
| 12/05/2020       | MG Inter TV 2ª Edição              | InterTV Grande Minas                             | [ 7 ]  |
| 30/01/2021       | "Entre Amigos" com Alejando Malo   | Band RS                                          | [ 8 ]  |
| Jun/2021         | Triturando                         | SBT                                              | [ 9 ]  |
| 12/04/2022       | "Vida + Leve" com Flávia Rodriguez | Rádio Jhony City (Ipatinga-MG) - 104.1 FM        | [ 10 ] |
| 05/02/2024       | Allp Fit e Allp Home               | Revista Exame                                    |        |

## Prêmios e Honrarias
- Setembro de 2021 - Placa Hotmart Black: 1 milhão em vendas na plataforma[4]
- Agosto de 2022 - Botão de prata do Youtube: 100 mil inscritos no canal